# Evanilson (Fußballspieler, 1999)
Francisco Evanilson de Lima Barbosa (* 6. Oktober 1999 in Fortaleza), auch bekannt als Evanilson, ist ein brasilianischer Fußballspieler, der als Stürmer für den AFC Bournemouth in der Premier League spielt.

## Karriere

### Verein
Evanilson kam 2013 vom lokalen Verein Estação in die Jugend vom Fluminense FC. Sein Debüt in der ersten Mannschaft gab er am 17. Januar 2018, als er bei der 1:3-Auswärtsniederlage im Campeonato Carioca gegen Boavista SC in der zweiten Halbzeit für Dudu eingewechselt wurde und einen Elfmeter vergab. Am 23. Januar 2018 wurde Evanilson für ein halbes Jahr an Fluminenses Farmteam ŠTK 1914 Šamorín in der slowakischen 2. Liga ausgeliehen, wo er drei Tore in sechs Spielen erzielte. Evanilson gab nach seiner Rückkehr nach Brasilien sein Debüt in der Série A am 7. November 2019, als er beim 2:0-Auswärtssieg gegen den FC São Paulo für seinen Jugendkollegen Marcos Paulo eingewechselt wurde. Am 8. Dezember erzielte er bei seinem ersten Startelfeinsatz für den Verein einen Doppelpack beim 2:1-Auswärtssieg gegen Corinthians.
Am 13. Dezember 2019 unterzeichnete Evanilson einen Vorvertrag mit Tombense, der im Februar in Kraft trat. Am darauffolgenden 15. Januar gab Fluminense bekannt, dass er bis Dezember 2021 an den Verein ausgeliehen wird. Evanilson wurde nach guten Leistungen in der Saison 2020 Stammspieler bei Flu und bildete zusammen mit Marcos Paulo den Sturm.
Am 7. September 2020 unterzeichnete Evanilson einen Fünfjahresvertrag mit dem portugiesischen Klub FC Porto. Sein Debüt für den Klub gab er am 24. Oktober, als er beim 1:0-Heimsieg gegen Gil Vicente in der Primeira Liga den Siegtreffer erzielte. In der Saison 2021/22 machte er 46 Spiele, in denen er 21 Tore erzielte, und trug dazu bei, dass Porto das nationale Double aus Primeira Liga und Taça de Portugal gewann, wobei er in letzterem Wettbewerb mit 7 Toren auch Torschützenkönig wurde.
Im August 2024 wechselte er zum AFC Bournemouth.

### Nationalmannschaft
Evanilson hat zwei Einsätze für die brasilianische U23-Auswahl absolviert, und zwar in Freundschaftsspielen gegen Südkorea und Ägypten im November 2020.
Im Mai 2024 wurde er von Nationaltrainer Dorival Júnior in den Kader für Spiele um die Copa América 2024 berufen. Im Freundschaftsspiel gegen die Auswahl Mexikos, zur Vorbereitung auf das Turnier, am 8. Juni 2024 stand er dann in der Startelf.

## Erfolge
FC Porto
- Portugiesischer Meister: 2022
- Portugiesischer Supercupsieger: 2022
- Portugiesischer Pokalsieger: 2022

Auszeichnungen
- Portugiesischer Pokal: Torschützenkönig 2022